# Чорнокондратенко Євген Дмитрович
Євге́н Дми́трович Чорнокондра́тенко (нар. 22 квітня 1954, Кременчук) — український музикант, диригент. Заслужений артист України (1996).

## Життєпис
Закінчив Полтавське музичне училище імені М. В. Лисенка по класу балалайки і Київську консерваторію.
До 1988 року був керівником і диригентом ансамблю народних інструментів «Рідні наспіви».
1988 року разом з Вадимом Чорнокондратенком створив ансамбль народних інструментів «Дивограй». Очолював його до 2000 року.
1996 року йому було присвоєно звання Заслуженого артиста України.
Разом з ансамблем гастролював у Росії, Данії, Швейцарії.